# Radoslava Marinković
Radoslava Radica Marinković (Beograd, 31. avgust 1955) srpska je glumica. Glumila je i u pozorištu Duško Radović u Beogradu..

## Biografija
Radoslava je rođena 31. avgusta 1955. godine u Beogradu.
Prvu ulogu ostvaruje 1981. godine u filmu Laf u srcu. U domaćoj kinematografiji poznata je još i kao Radica Marinković.

## Filmografija
Filmska ostvarenja, Rade Marinković:
| God.       | Naziv                   | Uloga                     |
| ---------- | ----------------------- | ------------------------- |
| 1980-e     |                         |                           |
| 1981.      | Laf u srcu              |                           |
| 1982.      | Priče preko pune linije |                           |
| 1984.      | Varljivo leto '68       |                           |
| 1985.      | Žikina dinastija        | Dama bez donjeg veša      |
| 1985.      | Uzmi pa će ti se dati   |                           |
| 1985.      | Brisani prostor         | Nada                      |
| 1986.      | Tajna Laze Lazarevića   | Lazina sestra             |
| 1986.      | Sivi dom                | Dama u BMW-u              |
| 1987.      | Lutalica                |                           |
| 1987.      | Lo scialo               |                           |
| 1987.      | Hajde da se volimo      | Posluga u hotelu          |
| 1988.      | Tesna koža 3            | Mirjana Brankova verenica |
| 1990-e     |                         |                           |
| 1992.      | Mi nismo anđeli         | Milanova supruga          |
| 1993.      | Kaži zašto me ostavi    | Verina sestra             |
| 1994-1995. | Srećni ljudi            | Medicinska sestra         |
| 2000-e     |                         |                           |
| 2009.      | Ranjeni orao            |                           |

## Spoljašnje veze
- Radoslava Marinković na sajtu  (jezik: engleski)